# Gormiti
Gormiti - Os Invencíveis Senhores da Natureza (no original, Gormiti Invincibili Signori della Natura) ou somente Gormiti é uma franquia italiana criada por Leandro Consumi e Gianfranco Enrietto, e promovida pela Giochi Preziosi. A franquia baseia-se principalmente numa série de bonecos não articulados de em média 3.5 centímetros acompanhados de um jogo de cartas junto da embalagem. Os bonecos da série geralmente são monstros com poderes baseados no elementos da natureza (como: água, terra, ar, magma, floresta...) cada qual dividido por um "povo" diferente.
Os brinquedos se tornaram bastante populares em seu país original chegando a render várias séries e coleções, inclusive sendo exportado para outros países e também ganhando algumas séries de desenho animado, sendo a primeira transmitida no Brasil a mais conhecida.
No Brasil, a primeira temporada foi transmitida pela Rede Globo enquanto a segunda foi transmitida pela Rede TV!.
Em Portugal a animação foi exibida na SIC K passou pelo Canal Panda e agora está em reexibição na SIC K e no Biggs.

## Origem e criação

Figuras da série Gormiti

Gormiti foi criado em 2005 por Leandro Consumi e Gianfranco Enrietto para servir como uma série-base para a empresa Giochi Preziosi, que bem antes já trabalhava desenvolvendo brinquedos para outras empresas. Os personagens tiveram como principal inspiração nas figuras de Exogini, uma série que também fora produzida pela Giochi na década de 80 que por sua vez fora baseada em outras estrangeiras como M.U.S.C.L.E. e Cosmix.
A ideia era criar uma série que segui-se um esquema de elementos da natureza e também uma história fictícia para poder promover melhor os personagens, além disso foi feita um pequeno filme para a primeira coleção. Ao ser lançada depois de algum tempo ela se tornou bastante vendida tendo mais tarde originado outras coleções e produtos. Com seu sucesso imediato a empresa aproveitou e fez um contrato com a produtora francesa Marathon para criação de um desenho aumentando sua fama internacionalmente.
| “ | "Foi um compromisso muito difícil e muito longo. Eu estava com medo de que as crianças se recusaram uma história que tinha requerido algumas alterações ao original. Ao invés disso eles estão indo bem. | ” |

## História de Gorm
Toda franquia gira em torno de uma história sobre a criação de seus povos em uma ilha, a Ilha Gorm. A história fala de um Velho sábio que guardava a ilha junto de seus mistérios e segredos, isso até um dia do interior do vulcão surgir Magmion, o Senhor do Mal que junto de seu exército destroem a ilha junto de seus moradores conhecidos como Gormitis. O Velho Sábio vendo isso decide reconstruir a ilha e por meio de elementos da natureza cria as tribos da Floresta, do Ar, do Mar e da Terra cada uma tendo um líder conhecido como o Senhor da Natureza, considerado como o Gormiti mais poderoso da tribo. Magmion vendo isso decide criar as tribos da Lava e da Magma para que pudessem rivalizar com as outras tribos já criadas pelo Velho Sábio numa batalha entre o bem e o mal. Porém Magmion acaba enfeitiçando os povos fazendo-os terem discórdia entre si se rivalizando e brigando durante séculos.
Após milhares de anos de batalhas os povos Gormitis foram ficando cada vez mais poderosos e evoluindo, mas ainda assim se rivalizando devido ao feitiço que Magmion havia lançado milhares de anos antes. Nisso surge uma profecia quando surge um eclipse no céu forçando os povos a recolherem os Senhores da Natureza para uma batalha para verem quem seria o mais poderoso da ilha e a governaria desde então. Eles lutam, mas no final eles descobrem que a única maneira de manter a ilha segura do povo do mal seria se eles lutassem em equipe.
Porém anos depois dessa batalha Magmion atrai o povo do Ar para seu lado lhes dando mais poder e habilidade. O Velho Sábio sabendo disso decide usar seus poderes para mais uma vez aumentar os poderes dos povos fazendo-os evoluírem iniciando uma nova batalha. Nisso os Senhores da Natureza unem seus poderes e juntos abrem um portal de luz do qual sai o Sumo Luminescente, o Senhor da Luz que auxiliando o Velho Sábio dá poderes novos para os povos mais uma vez. Porém Magmion com seus poderes também aumenta os poderes de seus aliados e liberta Obscuro, o Senhor da Escuridão continuando a batalha.

## Universo de Gormiti

### Séries e Evoluções
A franquia de gormiti consiste em várias evoluções e séries diferentes, cada uma com um enredo e personagens diferentes. Algumas das evoluções não tem sentido e podem até parecer um recomeço do universo, porém podemos estabelecer uma relação entre elas.
Gormiti, os Invencíveis Senhores da Natureza
A série inicial e também a mais longa é dividida em 3 séries, a primeira, sem nome especifico, a segunda, denominada série 2, e a série 3. Elas acompanhavam os filmes e curtas metragens da história citada acima. A série atomic foi uma tentativa de comercializar melhor os gormitis, na qual existiu no período entre a série 2 e 3, trazia os mesmos gormitis da série 2, só que com coisas do tipo "muda de cor na água", "brilha no escuro", etc. Na série 3 os gormitis do ar são do mal e com isso fica igualado a quantidade de povos lutando (ar, fogo e escuridão contra floresta, terra e água).
Gormiti: o retorno dos senhores da natureza
Numa evolução dos gormitis , agora os seres são humanos que se transportam para a ilha de gorm, foi o auge da popularidade da franquia e dividido em 3 temporadas , cada qual com sua caracteristica, na segunda temporada eles libertam o supremo luminoso, que os dá poderes da luz. Na terceira temporada, denominada Neorganic Evolution Magor, o líder do mal rouba as orbs, artefatos capazes de transformar os humanos em gormitis e por isso os senhores da natureza usam o poder da luz para se transformar e usar as habilidades.
Gormiti Nature Unleashed
Com uma nova linha de brinquedos que adicionava livretos com informações sobre os personagens e a nova história de gormiti, também tinha uma série de TV mais bem feita do que as outras.

### Gormitis
Os Gormitis são a raça predominante na franquia. Caracterizam-se por serem criaturas monstruosas com poderes baseados nos elementos da natureza. Cada povo Gormiti é separado por um elemento, alguns lutando pelo bem e outros simplesmente servindo o mal. Os povos até agora já mostrados foram:
Povo do Bem
- Terra, comandados por Agron. Anteriormente comandado por Geos, Kolossus, Antigo Thorg,Tellurio e Nick.Possuem a pele marrom e amarela e vivem num desfiladeiro de pedras rodeado de montanhas.
- Mar, comandados por Piron. Anteriormente comandado por Polipus, Carrapax, Nobilmantis, Eraclion e Toby. Possuem a pele azul e vivem em cidades submersas no fundo do mar.
- Floresta, comandados por Tasaru. Anteriormente comandado por Tasarau, Barbataus, Grandárvoro, Selvans e Lucas. Possuem a pele verde e vivem nos arredores da floresta.
- Ar, comandados por Noctis. Anteriormente comandado por Noctis, Hélios, Infernix, Vega e Jéssica. Em algumas coleções esta tribo serve o mal. Possuem a pele púrpura (ou branca) e vivem em cidades aéreas no céu.
- Luz, comandados pelo Supremo Luminoso. Anteriormente comandado por Leander. Possuem a pele branca e dourada e vivem num reino luminoso acima de Gorm.

Povo do Mal
- Fogo, comandados por Magmion, Lavion, Morterror e Armageddon. Em algumas ocasiões a tribo é dividida entre Vulcão e Magma. Possuem a pele vermelha e vivem em áreas vulcânicas.
- Escuridão, comandados por Obscurio. Anteriormente comandado por Drakonius. Possuem a pele negra e vivem nas profundezas da área do fogo.

### Ilha Gorm
É uma ilha situada numa dimensão desconhecida que embora parece pequena vista de cima ela na verdade é bem grande quase do tamanho de um continente. É nela em que ocorre toda a ação da franquia sendo dividida em vários lugares cada qual dominado por um povo Gormiti.

### Anciões
Os Anciões ou Guardiões são um bando de colossos cada qual referente a um povo em Gorm criados em defesa do velho sábio para defenderem suas fortalezas Gormiti ou servirem como um suporte e companheiro para os senhores das nações a quem pertencem. Essas criaturas, denominadas antigos guardiões "ou" anciões são:
- Roscalion, rinoceronte ancião da terra pertencente ao Senhor da Terra.
- Tentaclion, crustáceo ancião do mar pertencente ao Senhor do Mar.
- Troncalion, cavalo ancião da floresta pertencente ao Senhor da Floresta.
- Fenision, fênix ancião do ar pertencente ao Senhor do Ar.
- Drakkon, dragão  ancião da fogo pertencente ao Senhor do Vulcão.
- Luxalion, leão ancião da luz pertencente ao Senhor da Luz.
- Cerberion, dragão de duas cabeças ancião da escuridão pertencente ao Senhor da Escuridão.

## Outras Mídias

### Televisão
- Gormiti: O Retorno dos Senhores da Natureza - Foi a primeira série animada baseada na franquia Gormiti sendo produzida pela Giochi Preziosi em parceria da Marathon de 27 de outubro de 2008 a 16 de dezembro de 2011. Na história quatro crianças encontram um painel primal capaz de teletransportá-los a Ilha de Gorm, onde eles são capazes de se transformarem nas criaturas. A série foi feita num estilo com características próximas a animes sendo considerada um pseudo-anime.
- Gormiti Nature Unleashed - É uma nova série de Gormiti, produzida pela Mondo TV com roteiro de Man of Action (os mesmos criadores do Ben 10). Diferente da série anterior, esta é feita em animação computadorizada (CGI). Sua história consiste em uma nova invasão dos gormitis do fogo, onde simples seres da ilha de gorm são escolhidos pelo Velho Sábio para se tornarem Lord Agrom, Lord Piron, Lord Tasaru e Lord Noctis, os senhores da natureza e os guerreiros capazes de derrotar Magor.
- Gormiti (2018-2021)[4]
- Gormiti: The New Era (2024)[5][6]

### Videogame
Em 2011 foi lançado o primeiro jogo da série Gormiti chamado Gormiti: The Lords of Nature!, feito pela Konami para Nintendo Wii e DS. O jogo foi baseado no desenho animado produzido pela Marathon, contando com os protagonistas do desenho como personagens jogáveis.

### História em Quadrinhos
Assim como a maioria das franquias Gormiti chegou a ganhar uma gibi denominado Gormiti Magazine lançado um pouco antes do desenho animado da Marathon. Foram lançados somente na Itália tendo um Gormiti de brinde a cada edição.

## Recepção
No começo a franquia foi muito bem recebida na Itália gerando uma série de produtos em torno dela. Ela foi rapidamente transportada para outros países se tornando mais popular ao longo do tempo como no México e na França.  No Brasil os personagens começaram a ser comercializados pela Long Jump em 2010 e sua série de animação veio ao ar no ano seguinte pela Rede Globo onde foi líder de audiência.  Além disso foram comercializados vários produtos baseados no desenho animado como revistas, mochilas, jogos de cartas e fantasias dos personagens. A série não se tornou muito popular nos Estados Unidos, o que acabou resultando no cancelamento de sua série animada.